# Pilă de combustie cu membrană schimbătoare de protoni

Schema de principiu a unei pile de combustie cu membrană schimbătoare de protoni

O pilă de combustie cu membrană schimbătoare de protoni (engleză proton exchange membrane fuel cell — PEMFC, sau engleză proton exchange membrane — PEM), este un tip de pilă de combustie dezvoltată în principal pentru aplicații de transport, precum și pentru aplicații staționare și portabile. Caracteristicile lor sunt temperaturile/presiunile mai mici (50–100 °C / 2–5 bar) și un electrolit format dintr-o membrană din polimer are conductivitate pentru de protoni, dar nu pentru curent electric. PEMFC generează electricitate și funcționează pe principiul opus electrolizei, care consumă electricitate. Aceste pile sunt o alternativă modernă a vechilor pile de combustie alcaline, care au fost utilizate la navetele spațiale.

## Descriere
PEMFC-urile sunt formate dintr-un ansamblu electrozi–membrană (engleză Membrane electrode assembly — MEA) care includ electrozi, electrolit, catalizatori și straturi de difuziune a gazelor (engleză gas diffusion layer — GDL). Catalizatorii, carbonul și electrozii sunt conținuți într-o vopsea aplicată pe electrolitul solid, iar apoi pe ambele părți i este presată la cald o hârtie cu carbon pentru a proteja interiorul celulei, îndeplinind și funcția de electrozi. Partea esențială a celulei sunt zonele de contact unde apare câte un strat triplu (engleză triple phase boundary — TPB) în care electrolitul, catalizatorul și reactanții se amestecă și au loc efectiv reacțiile electrochimice. Un aspect foarte important este că membrana nu trebuie să conducă curentul electric, astfel încât reacțiile de la catod și anod nu se amestecă. Dacă temperatura de funcționare este peste 100 °C, apa produsă prin reacția dintre combustibil (uzual hidrogen) și oxigen (uzual din aer) este în stare de abur, astfel că gestionarea ei este mai simplă.

### Reacții
Partea anodică a MEA este alimentată cu un flux de hidrogen. Acolo, pe cale catalitică (catalizator platină), hidrogenul este descompus în protoni și electroni. Aceasta este o jumătate de reacție redox, partea de oxidare. Deci, la anod are loc reacția:
{\displaystyle \mathrm {H} _{2}\rightarrow \mathrm {2H} ^{+}+\mathrm {2e} ^{-}},     {\displaystyle E^{\circ }=0\,\mathrm {V} \,},     {\displaystyle {\frac {\mathrm {d} E^{\circ }}{\mathrm {d} T}}=0\,\mathrm {mV\,K^{-1}} }
Protonii nou formați traversează membrana electrolitului polimeric către partea catodică. Electronii parcurg un circuit extern (circuitul de sarcină) către partea catodică a MEA, formând astfel curentul electric generat de pila de combustie.
Partea catodică a MEA este alimentată cu un flux care conține oxigen. Moleculele de oxigen reacționează cu protonii care trec prin membrana electrolitului polimeric și electronii care sosesc prin circuitul extern pentru a forma molecule de apă. Aceasta este cealaltă jumătate a reacției redox, partea de reducere. Deci, la catod are loc reacția:
{\displaystyle {\frac {1}{2}}\mathrm {O} _{2}+{2\mathrm {H} }^{+}+\mathrm {2e} ^{-}\rightarrow \mathrm {H} _{2}\mathrm {O} },     {\displaystyle E^{\circ }=1.2291\,\mathrm {V} },     {\displaystyle {\frac {\mathrm {d} E^{\circ }}{\mathrm {d} T}}=-0.8456\,\mathrm {mV\,K^{-1}} }
Bilanțul acestor reacții este:
{\displaystyle \mathrm {H} _{2}+{\frac {1}{2}}\mathrm {O} _{2}\rightarrow \mathrm {H} _{2}\mathrm {O} },     {\displaystyle E^{\circ }=1.2291\,\mathrm {V} \,},     {\displaystyle {\frac {\mathrm {d} E^{\circ }}{\mathrm {d} T}}=-0.8456\,\mathrm {mV\,K^{-1}} }
În fiecare din aceste reacții potențialele sunt date în raport cu electrodul standard de hidrogen.

## Construcție

### Membrana schimbătoare de protoni

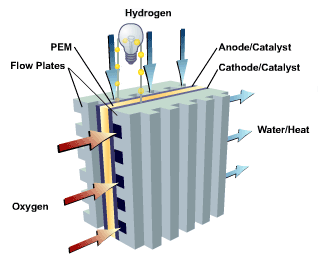
O PEMFC, se văd piesele laterale care încadrează MEA și care distribuie hidrogenul și oxigenul și disipează căldura

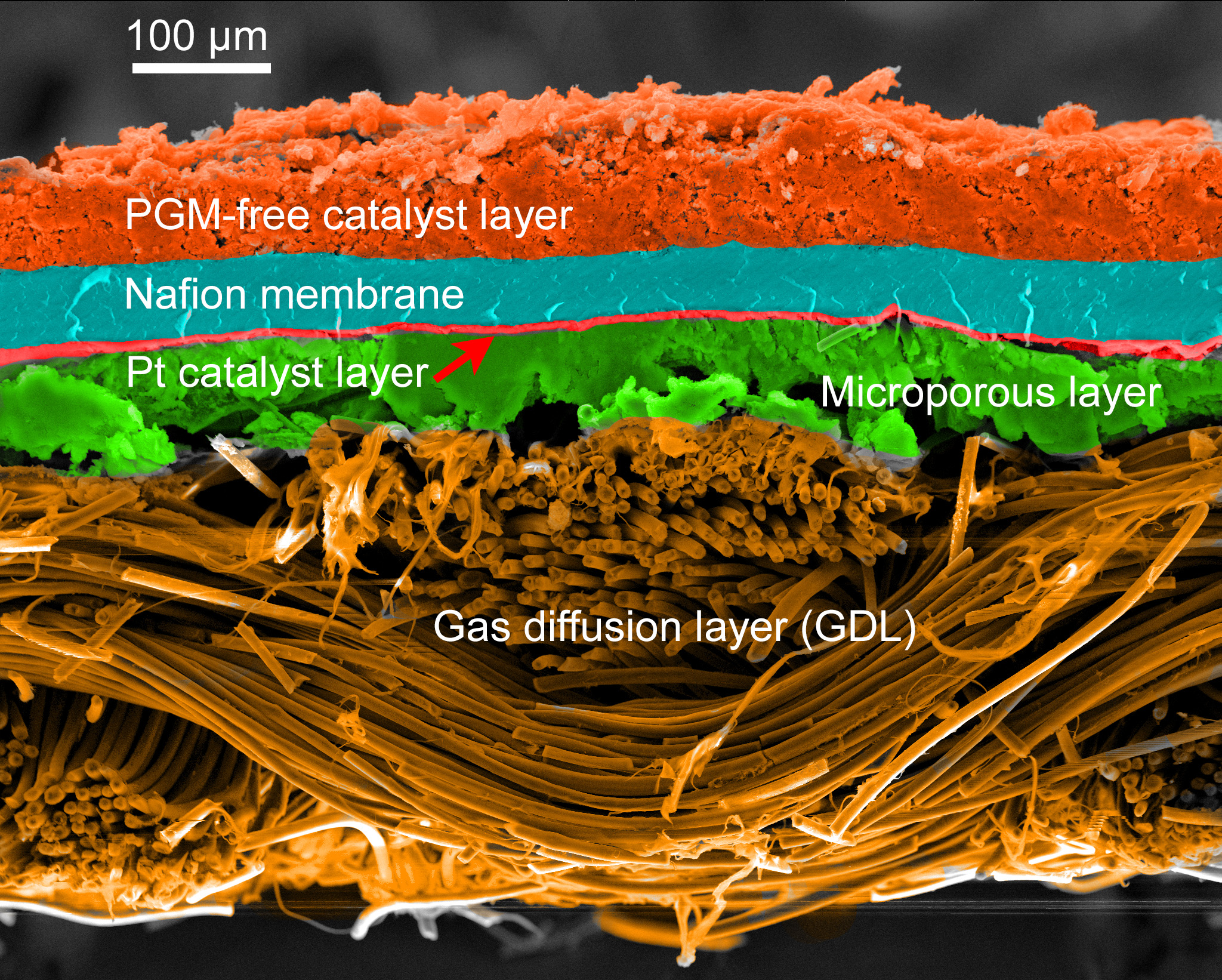
Microfotografie a unei secțiuni prin MEA cu catodul din catalizator neprețios și anodul cu catalizatorul de Pt. Culorile nu sunt cele reale, sunt pentru înțelegerea imaginii.

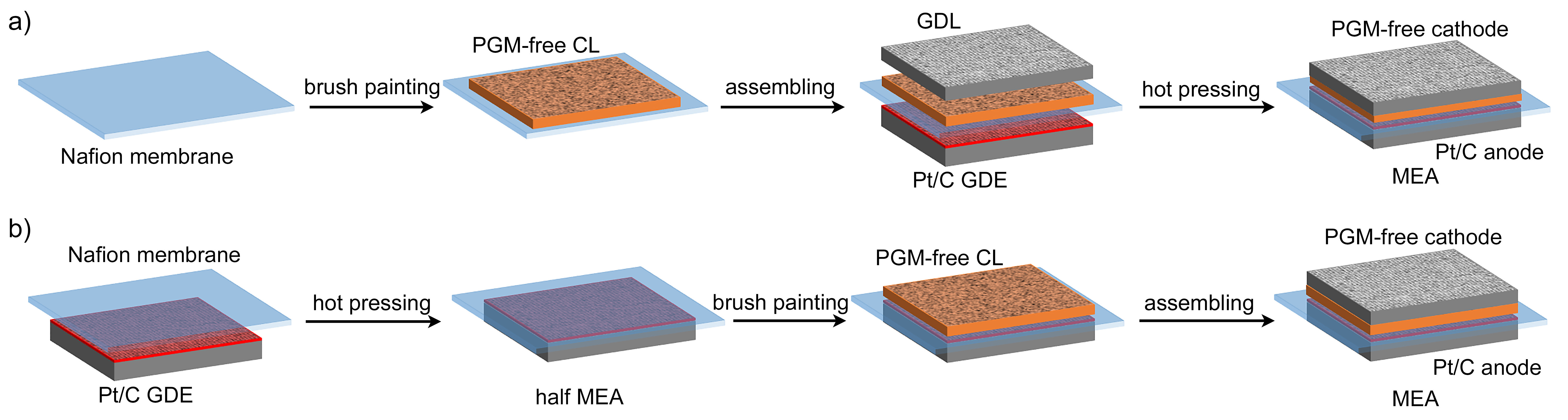
Fazele fabricării unei MEA pentru PEMFC

Pentru a funcționa, membrana trebuie să conducă ionii de hidrogen (protonii), dar nu și electronii, deoarece acest lucru ar produce scurtcircuitarea pilei. De asemenea, membrana nu trebuie să permită niciunui gaz să treacă pe cealaltă parte a ei. În plus, membrana trebuie să fie rezistentă la mediul reducător de la catod, respectiv la mediul oxidant de la anod.
Electrolitul este un copolimer solid din acid perfluorosulfonic (C9HF17O5S — PFSA, Nafion®) și politetrafluoroetilenă ( (C2F4)n — PTFE, Teflon®). Denumirea copolimerului este tot Nafion, cele mai folosite fiind Nafion 112, 115 și 117.
Descompunerea moleculei hidrogenului este relativ ușoară folosind catalizatorul de platină, însă descompunerea moleculei de oxigen este mai dificilă, iar acest lucru provoacă pierderi electrice semnificative. Un material catalizator adecvat pentru acest proces nu a fost încă descoperit, iar platina este cea mai bună opțiune.

#### Avantaje
Datorită compactității sale, PEMFC este prima opțiune pentru vehicule și alte aplicații mobile de la automobile până la telefoane.

#### Probleme
1. Gestionarea apei
Gestionarea apei este esențială pentru performanță: dacă apa se evaporă prea încet, aceasta va inunda membrana și apa se va acumula în stratul de difuziune împiedicând accesul oxigenului în zone de reacție. Dacă apa se evaporă prea repede, membrana se usucă și ionii migrează mai greu, adică rezistența ei electrică crește. Ambele cazuri vor duce la scăderea puterii și vor afecta stabilitatea pilei. În sistemele PEMFC gestionarea apei este dificilă și deoarece apa din membrană este atrasă către catod datorită polarizării.
Există diferite soluții pentru gestionarea apei, una dintre ele fiind integrarea unei pompe electroosmotice. O altă metodă este recircularea apei printr-o zonă poroasă, sau, la Toyota Mirai, printr-o structură cu ochiuri fine, care recirculă apa de la evacuare la intrarea aerului.
2. Vulnerabilitatea catalizatorului
Catalizatorul de platină de pe membrană este ușor otrăvit de monoxidul de carbon, care este adesea prezent în gazele produse prin reformarea metanului (concentrația acceptabilă este sub 10–6). Acest lucru necesită realizarea corectă a reacției gazului de apă pentru a hidrogenul produs să conțină cât mai puțin CO. În plus, membrana este sensibilă la prezența ionilor metalici, care pot afecta mecanismele de conducere ale protonilor. Sursa acetor ioni poate fi coroziunea plăcilor bipolare metalice, a componentelor metalice din pila de combustie sau contaminanți din combustibil / oxidant.
3. Temperatura de lucru
Membrana de nafion trebuie să fie umedă, astfel că nu se pot folosi temperaturi peste 80–90 °C, deoarece membrana s-ar usca. Alte tipuri de membrane, mai recente, bazate pe fibre de polibenzimidazol — PBI îmbibat cu acid fosforic sau sulfuric pot atinge 220 °C și lucrează fără a fi nevoie de umidificare. Temperatură mai ridicată permite o eficiență sporită, simplitate în răcire (din cauza diferențelor de temperatură mai mari), sensibilitate redusă la otrăvirea cu monoxid de carbon. Totuși, aceste tipuri recente nu sunt comune. Însă acizii ridică probleme la fabricație deoarece atacă catalizatorii. Lichidele ionice protice și cristalele ionice organice protice sunt alternative promițătoare pentru PEMFC care lucrează la 100–200 °C.

### Electrozi
Un electrod constă de obicei din suport de carbon, particule de Pt, ionomer nafion și/sau liant de teflon. Suportul de carbon funcționează ca un conductor electric; particulele de Pt sunt centre de reacție; ionomerul oferă căi pentru conducerea protonului, iar liantul de teflon mărește hidrofobicitatea electrodului pentru a minimiza inundațiile potențiale. Pentru a permite reacțiile electrochimice la electrozi, protonii, electronii și gazele care intră în reacție (hidrogenul și oxigenul) trebuie să aibă acces la suprafața catalizatorului în electrozi, în timp ce apa produsă, care poate fi fie în fază lichidă, fie în fază gazoasă, fie în ambele faze, trebuie să poată trece de la catalizator la ieșire. Aceste cerințe sunt realizate de compuși poroși de liant electrolitic din polimeri (ionomer) și nanoparticule de catalizator susținute pe particule de carbon. Conductivitatea electrică a electrozilor este de zeci de ori mai mare decât cea pentru protoni.

### Straturile difuzive
Straturile difuzive (GDL) conectează electric catalizatorul și colectorul de curent. Trebuie să fie poroase, conductive electric și subțiri. Reactanții trebuie să poată ajunge la catalizator, dar conductivitatea și porozitatea pot acționa în contradictoriu. Optim, GDL ar trebui să fie compus aproximativ o treime din nafion sau 15 % din teflon. Particulele de carbon utilizate în GDL pot fi mai mari decât cele utilizate în catalizator, deoarece suprafața nu este cel mai important aspect din acest strat. GDL ar trebui să aibă o grosime de aproximativ 15–35 µm pentru a echilibra porozitatea necesară cu rezistența mecanică. Adesea, se adaugă un strat poros intermediar între stratul de GDL și catalizator pentru a ușura tranzițiile între porii mari din GDL și porozitatea mică în stratul de catalizator. Deoarece o funcție importantă a GDL este de a ajuta la eliminarea apei, pot apărea inundații atunci când apa blochează GDL. Acest lucru reduce difuzia reactanților spre catalizator, ca urmare performanța scade semnificativ. Teflonul poate fi izolat în GDL pentru a limita inundațiile.

## Eficiența
Randamentul energetic maxim teoretic rezultă din energia liberă Gibbs {\displaystyle \Delta G=-237,13} kJ/mol și căldura de ardere a hidrogenului {\displaystyle \Delta H=-285,84} kJ/mol și este de 83 % la 298 K.
{\displaystyle \eta ={\frac {\Delta G}{\Delta H}}=1-{\frac {T\Delta S}{\Delta H}}}
Datorită căderilor interioare de tensiune (v. la Pilă de combustie), randamentul practic este de c. 50–60 %.